# 24H Limit
Pour plus de détails, voir Fiche technique et Distribution.
24H Limit (24 Hours to Live) est un film d'action américain réalisé par Brian Smrz, sorti en 2017.

## Synopsis
Un tueur professionnel, Travis Conrad, est ramené d'entre les morts et se voit offrir 24 heures pour se venger.

## Fiche technique
- Titre original : 24 Hours to Live
- Titre français : 24H Limit
- Réalisation : Brian Smrz
- Scénario : Zach Dean, Jim McClain et Ron Mita
- Photographie : Ben Nott
- Montage : Elliot Greenberg
- Musique : Tyler Bates
- Production : Mark Gao, Basil Iwanyk et Gregory Ouanhon
- Sociétés de production : Thunder Road Pictures et Fundamental Films
- Sociétés de distribution : Saban Films (États-Unis), SND (France)
- Pays d'origine :  États-Unis
- Langue originale : anglais
- Genre : action
- Durée : 93 minutes
- Dates de sortie[1] :
  - États-Unis : 1er décembre 2017
  - France : 17 janvier 2018
- Public :

États-Unis : R
France : interdit aux moins de 12 ans

## Distribution
- Ethan Hawke (VF : Jean-Pierre Michaël) : Travis Conrad
- Xu Qing : Lin
- Liam Cunningham (VF : Jean-Louis Faure) : Wetzler
- Rutger Hauer (VF : François Siener) : Frank
- Paul Anderson (VF : Serge Biavan) : Jim Morrow
- Nathalie Boltt (VF : Laurence Charpentier) : Docteur Helen
- Hakeem Kae-Kazim (VF : Frantz Confiac) : Amahle
- Brendan Murray (VF : Loïc Houdré) : Zed
- Tanya van Graan : Jasmine Morrow
- Aidan Whytock : Jeff
- Tyrone Keogh (VF : Cédric Ingard) : Keith Zera
- Owen De Wet (VF : Jérémy Bardeau) : Adam

 Source et légende : version française (VF) sur RS Doublage